# Pushpagiri
Pushpagiri är ett berg i Indien.   Det ligger i distriktet Kodagu och delstaten Karnataka, i den södra delen av landet, 1 800 km söder om huvudstaden New Delhi. Toppen på Pushpagiri är 1 748 meter över havet.
Terrängen runt Pushpagiri är huvudsakligen kuperad, men söderut är den bergig. Pushpagiri är den högsta punkten i trakten. Runt Pushpagiri är det ganska tätbefolkat, med 239 invånare per kvadratkilometer. Närmaste större samhälle är Somvārpet, 18,8 km öster om Pushpagiri. I omgivningarna runt Pushpagiri växer i huvudsak städsegrön lövskog.